# Самтхар (княжество)
Княжество Самтхар — туземное княжество Индии во времена британского владычества. Государство входило в состав Агентства Бунделкханд Центрально-Индийского агентства. Его столицей был город Самтхар, расположенный на ровной равнине в области Бунделкханд, пересеченной реками Пахудж и Бетва.

## История
Основателем княжества был Ранджит Сингх, который в 1760 году, воспользовавшись вторжениями маратхов, провозгласил своё государство независимым и был признан маратхами как Раджа. В 1817 году Самтхар стал вассальной территорией Британской Ост-Индской компании. Местный раджа получил от британцев санад об усыновлении в 1862 году. В 1884 году государству пришлось уступить часть территорий для строительства железных дорог.

## Правители княжества
Правящая династия являлся гуджаратский клан Хатана, имевший право на 11-пушечный салют.

### Раджи
- 1817—1827: Ранджит Сингх II (? — 1827)
- 1827—1864: Хиндупат Сингх (1823—1890)
- 3 февраля 1865—1877: Чатар Сингх (1843—1896)

### Махараджи
- 1877 — 16 июня 1896: Чатар Сингх (1843—1896)
- 17 июня 1896 года — 9 октября 1935: Бир Сингх (1864—1936), с 3 июня 1915 года — сэр Бир Сингх
- 9 октября 1935 — 15 августа 1947: Радха Чаран Сингх (1914—1972).